# Powiat nyski
Powiat nyski – powiat w Polsce (województwo opolskie), utworzony w 1999 roku w ramach reformy administracyjnej. Jego siedzibą jest miasto Nysa.
W skład powiatu wchodzą:
- gminy miejsko-wiejskie: Głuchołazy, Korfantów, Nysa, Otmuchów, Paczków
- gminy wiejskie: Kamiennik, Łambinowice, Pakosławice, Skoroszyce
- miasta: Głuchołazy, Korfantów, Nysa, Otmuchów, Paczków

Według danych z 31 grudnia 2019 roku powiat zamieszkiwało 135 948 osób. Natomiast według danych z 30 czerwca 2020 roku powiat zamieszkiwały 135 524 osoby.

## Demografia

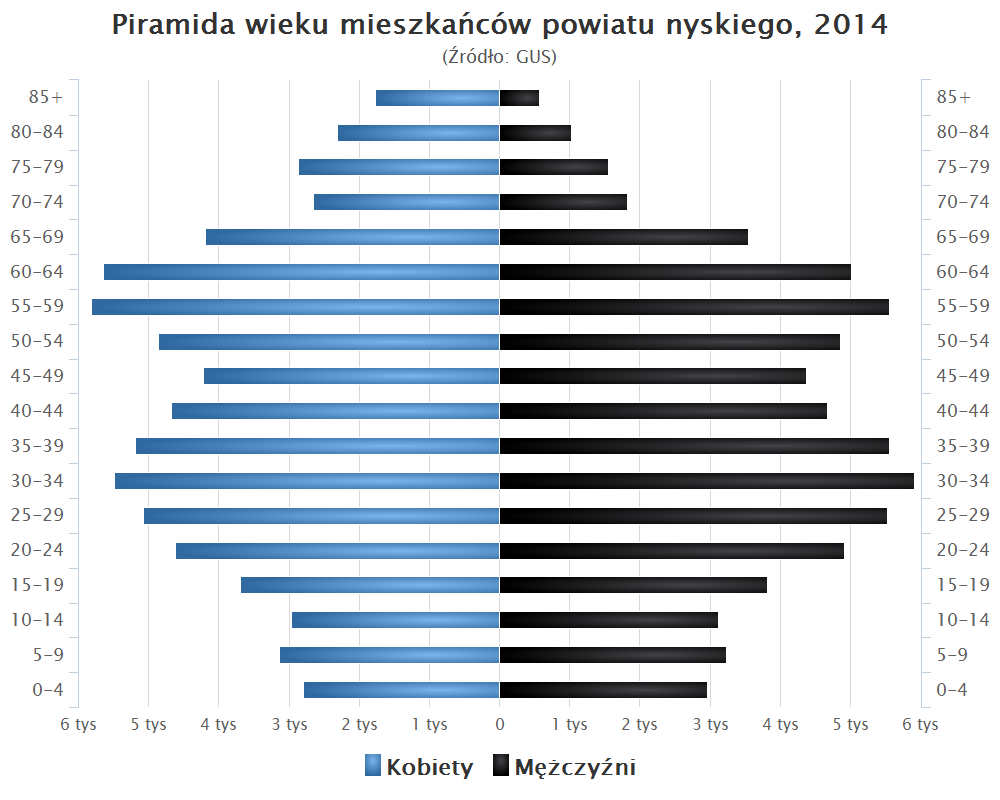
Piramida wieku mieszkańców powiatu nyskiego w 2014 roku

Liczba ludności (dane z 31 grudnia 2011):
|        | Ogółem  | Ogółem | Kobiety | Kobiety | Mężczyźni | Mężczyźni |
| osób   | %       | osób   | %       | osób    | %         |           |
| ------ | ------- | ------ | ------- | ------- | --------- | --------- |
| Ogółem | 142 119 | 100    | 72 964  | 51,34   | 69 155    | 48,66     |
| Miasto | 74 904  | 52,71  | 39 166  | 27,56   | 35 738    | 25,15     |
| Wieś   | 67 215  | 47,29  | 33 798  | 23,78   | 33 417    | 23,51     |

▶Wieś vs ▶miasto
Ogółem (▶k, ▶m)
Miasto (▶k, ▶m)
Wieś (▶k, ▶m)

## Geografia
Historycznie większość terenu powiatu leży na Dolnym Śląsku, lecz często jest kojarzony z Górnym Śląskiem – w 1815 roku został włączony do rejencji opolskiej. Powiat położony jest w południowo-zachodniej części województwa opolskiego, we wschodniej części Przedgórza Sudeckiego na Obniżeniu Otmuchowskim. Granice powiatu wyznaczają Góry Opawskie – najdalej na wschód wysunięte pasmo Sudetów. Od południa powiat graniczy z Czechami na odcinku ok. 70 km.

## Komunikacja
Odległości do większych ośrodków miejskich ze stolicy powiatu wynoszą około: Opole – 50 km, Wrocław – 80 km, Katowice – 160 km.
Główne drogi przebiegające przez powiat tworzą układ gwiazdy z centrum w Nysie. Głównymi ramionami tego układu są:
- w kierunku północnym – fragment drogi krajowej Nr 46 Nysa – (węzeł autostrady A-4 Prądy) – Opole
- w kierunku południowo-zachodnim – fragment drogi krajowej Nr 46 Nysa – Paczków – Kłodzko
- w kierunku południowo-wschodnim – droga krajowa Nr 41 Nysa – Prudnik (Czechy)

## Polityka
Władze Powiatu od 7 maja 2024 r.

### Zarząd
Zarząd Powiatu od 7 maja 2024 r.:
- Starosta, przewodniczący Zarządu: Daniel Palimąka
- Wicestarosta, wiceprzewodniczący Zarządu: Jolanta Barska
- Członek Zarządu etatowy: Maciej Krzysik, członkowie Zarządu nieetatowi: Joanna Czarnecka, Czesław Biłobran.

### Prezydium Rady Powiatu w Nysie
- Przewodniczący Rady: Piotr Bobak
- Wiceprzewodniczący Rady: Jacek Kanarski, Jarosław Figiel

### Rada Powiatu
W skład Rady Powiatu w Nysie wchodzi 25 radnych. Rozkład mandatów w Radzie:
- KKW Koalicja Obywatelska – 6
- KW Stowarzyszenie Forum Samorządowe 2002 – 4
- KKW Trzecia Droga PSL-PL2050 Szymona Hołowni – 3
- KW Prawo i Sprawiedliwość – 10
- KW „Pozytywni” – Klub Myśli Społecznej Inicjatywy – 1
- Komitet Wyborczy Wyborców Senatora Piotra Jana Woźniaka – Razem Dla Powiatu – 1

## Historia polityczna

### Starostowie
- Stanisław Pawlaczyk (9 listopada 1998 – 12 października 1999) (AWS)
- Zbigniew Majka (9 listopada 1999 – 27 listopada 2006) (UW)
- Adam Fujarczuk (27 listopada 2006 – 26 listopada 2014)
- Czesław Biłobran (26 listopada 2014 – 19 listopada 2018) (PSL)
- Andrzej Kruczkiewicz (19 listopada 2018 – 7 maja 2024) (PiS)
- Daniel Palimąka (7 maja 2024 – nadal) (PO)

### Przewodniczący Rady Powiatu w Nysie
- Romuald Kamuda (9 listopada 1998 – 13 czerwca 2000)
- Jan Pachota (13 czerwca 2000 – 18 listopada 2002)
- Edward Żółkiewicz (18 listopada 2002 – 11 września 2003)
- Tadeusz Rzepski (11 września 2003 – 31 marca 2004)
- Jan Pachota (31 marca 2004 – 27 listopada 2006)
- Zbigniew Szlempo (27 listopada 2006 – 2 marca 2007)
- Mirosław Aranowicz (2 marca 2007 – 27 września 2013)
- Piotr Woźniak (27 września 2013 – 26 listopada 2014)
- Mirosław Aranowicz (26 listopada 2014 – 19 listopada 2018)
- Bogdan Wyczałkowski (19 listopada 2018 – 7 maja 2024)
- Piotr Bobak (7 maja 2024 – nadal)

## Sąsiednie powiaty
- powiat brzeski
- powiat opolski
- powiat prudnicki
- powiat ząbkowicki (dolnośląskie)
- powiat strzeliński (dolnośląskie)